# Гарсия, Оскар Бонек
О́скар Бо́нек Гарси́я Рами́рес (исп. Oscar Boniek García Ramírez; 4 сентября 1984, Тегусигальпа) — гондурасский футболист, правый полузащитник. Выступал за сборную Гондураса.

## Биография

### Клубная карьера
Большую часть своей карьеры на родине Гарсия провёл в клубе «Олимпия». Отыграл один сезон за другой гондурасский клуб «Марафон».
Предпринимал попытки продолжить карьеру в Европе. В 2005 году Гарсия провёл 15 дней на просмотре во французском ПСЖ и даже сыграл за него в двух товарищеских матчах. В 2009 году появилась информация, что он вместе со своим соотечественником Роджером Рохасом близок к подписанию контракта с английским «Уиганом», но потенциальный трёхлетний контракт сорвался. В 2010 году по словам агента им интересовался шотландский «Рейнджерс».
7 июня 2012 года Гарсия подписал контракт с клубом MLS «Хьюстон Динамо» в качестве назначенного игрока. В главной лиге США дебютировал 30 июня в матче против «Филадельфии Юнион». 15 июля в матче против «Ди Си Юнайтед» забил свой первый гол в MLS. 11 декабря 2017 года Гарсия продлил контракт с «Хьюстон Динамо». 20 декабря 2019 года гондурасец подписал новый однолетний контракт с американским клубом. По окончании сезона 2020 контракт Гарсии с «Хьюстон Динамо» истёк, но 15 февраля 2021 года игрок продлил контракт с клубом ещё на один сезон. По окончании сезона 2021 Гарсия покинул «Хьюстон Динамо» на правах свободного агента в связи с истечением срока контракта.
22 января 2022 года Гарсия вернулся в «Олимпию», подписав однолетний контракт.
В мае 2023 года Бонек Гарсия объявил о завершении футбольной карьеры.

### Карьера в сборной
В сборной Гондураса Гарсия дебютировал 2 июля 2005 года в товарищеском матче со сборной Канады. Принимал участие в чемпионатах мира 2010 и 2014 и в шести Золотых кубках КОНКАКАФ.

### Личные сведения
Второе имя Бонек дано ему при рождении в честь великого польского футболиста Збигнева Бонека. После перехода в клуб «Хьюстон Динамо» Гарсия решил выступать в футболке под именем Boniek.

## Достижения
Командные
 «Олимпия»
- Чемпион Гондураса: клаусура 2005, апертура 2005, клаусура 2006, клаусура 2008, клаусура 2009, клаусура 2010, апертура 2011, клаусура 2012, апертура 2022, клаусура 2023
- Победитель Лиги КОНКАКАФ: 2022

 «Хьюстон Динамо»
- Обладатель Открытого кубка США: 2018

 сборная Гондураса
- Обладатель Центральноамериканского кубка: 2011